# Ruta Provincial 103 (Misiones)
La Ruta Provincial 103 es una carretera argentina con jurisdicción en la Provincia de Misiones. Recorre 112 kilómetros atravesando los departamentos de Candelaria, Oberá y 25 de Mayo. Conecta a la localidad de Santa Ana, a orillas del río Paraná con el municipio de Alba Posse, a orillas del río Uruguay.

## Recorrido
La ruta tiene sentido general este-oeste y está totalmente asfaltada. Tiene su origen en la localidad de Santa Ana, en la intersección con la Ruta Nacional 12. Antes de llegar a la ciudad de Oberá, atraviesa los municipios de Mártires y San Martín. Dentro del ejido urbano de Oberá, toma los nombres de Avenida de los Inmigrantes, Avenida Sarmiento y Avenida de las Américas. Continúa su recorrido atravesando los poblados de Campo Ramón, Villa Bonita y Colonia Acaraguá, hasta finalizar en el empalme con la Ruta Provincial N° 2.

## Localidades
Las ciudades y pueblos por los que pasa esta ruta son las siguientes:
- Departamento Candelaria: Santa Ana (kilómetro 0).
- Departamento Oberá: San Martín (km 29), Oberá (km 52), Campo Ramón (km 62) y Villa Bonita (km 70).
- Departamento 25 de Mayo: Santa Rita (km 104) y Alba Posse (km 112).

## Historia
La primera traza de este camino correspondía a la Ruta Nacional 105. Mediante el Decreto Nacional 1595 del año 1979 la ruta pasó a la jurisdicción de la provincia de Misiones. La Ley Nacional 23.153 publicada en el Boletín Oficial el 9 de noviembre de 1984 vuelve esta ruta a jurisdicción nacional, esta vez como Ruta Nacional 103. En 1993, la ruta vuelve a ser transferida a Vialidad de la Provincia de Misiones y poco después del traspaso se realiza la obra de pavimentación entre Oberá y Alba Posse.
En diciembre de 2013, la Dirección Provincial de Vialidad restringió el tránsito pesado del puente carretero sobre el arroyo Acaraguá debido al marcado deterioro que presentaba el paso en varios de sus elementos pre moldeados. Sin embargo, el 9 de abril de 2014 la misma entidad  habilitó nuevamente de forma temporaria el paso de vehículos de cargas de hasta 5 toneladas. La medida excepcional fue dispuesta por el titular del organismo, Julio César Duarte, con el fin de permitir el tránsito de vehículos que transportan la cosecha de tabaco. El organismo aseguraba que se adoptaron todas las medidas de seguridad necesarias para evitar accidentes y daños mayores a la estructura del puente.
El 13 de abril de 2014 se produjo la caída del puente sobre el arroyo Acaraguá. El accidente sucedió cuando un colectivo de la empresa Expreso Singer cayó al arroyo luego de que el puente cediera ante su paso, dejando la suma de 3 muertos y 30 heridos. El viaducto caído databa de 1958, con restauraciones en 1970. Vialidad Provincial debió construir un nuevo puente en el mismo lugar, el cual fue inaugurado en abril de 2016, pudiendo así normalizar el tránsito entre las localidades de Campo Ramón y Alba Posse.